# Ivan Șișkin

Ivan Șișkin

Ivan Șișkin (n. 13/25 ianuarie 1831, Ielabuga, RSFS Rusă, URSS – d. 8/20 martie 1898, Sankt Petersburg, Imperiul Rus) a fost un pictor rus. Majoritatea operelor sale reprezentau cu fidelitate peisaje naturale, fără nici un fel de stilizare. A creat tablouri de dimensiuni impresionante .

## Vezi și
- Dimineața în pădurea de pini